# منطقه زمگاله
منطقه زمگاله (لتونیایی: Zemgale; آلمانی: Semgallen; لیتوانیایی: Žiemgala; لهستانی: Semigalia; لیوونیایی: Zemgāl) یک منطقه در لتونی است که البته بخشی در لتونی و بخشی در لیتوانی واقع شده‌است.